# Dipartimento per gli affari interni e territoriali
Il Dipartimento per gli affari interni e territoriali (DAIT) è una struttura incardinata nel Ministero dell'interno con le funzioni e i compiti di seguito indicati:
- amministrazione generale e supporto dei compiti di rappresentanza generale e di governo sul territorio;
- garanzia della regolare costituzione degli organi elettivi e del loro funzionamento;
- finanza locale;
- servizi elettorali;
- vigilanza sullo stato civile e sull'anagrafe;
- attività di collaborazione con gli enti locali.

## Struttura
Il Dipartimento si articola in quattro Direzioni centrali e si avvale di cinque Uffici di diretta collaborazione.

### Direzioni centrali
- Direzione centrale per gli uffici territoriali del Governo e per le autonomie locali
  - Ufficio I: Amministrazione e rappresentanza generale del governo sul territorio e nei rapporti con le autonomie locali
  - Ufficio II: Tutela della legalità territoriale e politiche di sviluppo della sicurezza integrata
  - Ufficio III: Politiche per l'attuazione del sistema sanzionatorio amministrativo
  - Ufficio IV: Sportello delle autonomie
  - Ufficio V: Controllo sugli organi
  - Ufficio VI: Contenzioso sulle attività delle Autonomie Locali
  - Ufficio VII: Affari degli enti locali
  - Area I: Vigilanza
- Direzione centrale dei servizi elettorali
  - Ufficio I: Legislazione, pianificazione e affari generali
  - Ufficio II: Organizzazione delle consultazioni elettorali e referendarie
  - Ufficio III: Attività di supporto alle consultazioni elettorali e referendarie
  - Ufficio IV: Servizi informatici elettorali [1]
  - Ufficio V: Contabilità e contratti
- Direzione centrale della finanza locale
  - Area I: Consulenza e studi di finanza locale, affari giuridici e attività parlamentare
  - Area II: Contenzioso e rappresentanza in giudizio
- Direzione centrale per i servizi demografici
  - Ufficio I: Pianificazione e affari generali
  - Ufficio II: Stato civile
  - Ufficio III: Anagrafe popolazione residente
  - Ufficio IV: Centro Nazionale per i servizi demografici
  - Area I: Anagrafe degli Italiani residenti all'estero
  - Servizio VI: gestione delle procedure informatiche e consulenza tecnico-specialistica

### Uffici di diretta collaborazione
- Ufficio I: Gabinetto del Capo Dipartimento
- Ufficio II: Studi e legislazione
- Ufficio III: Pianificazione, programmazione, controllo di gestione e valutazione
- Ufficio IV: Innovazione amministrativa
- Ufficio V: Affari economico-finanziari